# Микро:бит
Микробит (англ. BBC micro bit или micro: bit) — одноплатный компьютер, разработанный по инициативе корпорации Би-би-си совместно с крупными технологическими компаниями, сообществами и образовательными организациями для предоставления детям интересного способа изучения программирования и стимулирования технического творчества.
Компьютер разработан в комплекте со средами программирования.
Проект Би-би-си включал бесплатную раздачу микробит всем британским школьникам седьмого года обучения (11-12 лет)
Поступление микробит в школы началось в 2015 г., британским школьникам передан 1 миллион плат.
По состоянию на октябрь 2018 г., микробит распространён в 50 странах мира общим числом 2 миллиона экземпляров .

## Компоненты платы микробит
Размер платы — 43*52 мм
Плата компьютера включает:
- Микроконтроллер
  - процессор ARM Cortex-M0, 32-битный, тактовая частота 16 МГц
  - оперативная память — 16 КБ
  - энергонезависимая память — 256 КБ
- Порт micro-USB — служит для прошивки программы на микроконтроллере, питания платы и обмена данными с компьютером
- Дисплей — светодиодная матрица 5*5, устройство вывода программы
- Кнопки
  - кнопки A и B — устройства ввода программы
  - кнопка сброса (RESET) — служит для перезапуска программы, задействована также в служебных операциях
- Акселерометр — трёхмерный датчик ускорения
- Компас — встроенный датчик
- Контакты ввода-вывода
  - Большие контакты под зажим типа «крокодил» — 5
    - 0, 1, 2 — основные контакты ввода-вывода
    - 3V, GND — для питания платы

  - Малые контакты (служат для ввода-вывода) — 20
- Радиомодуль — служит для связи микробит между собой в режиме «Радио», также поддерживается протокол BLE для связи с другими устройствами и беспроводной прошивки программ на микроконтроллере
- Разъём аккумулятора — дополнительная конструктивная возможность для подключения внешнего источника питания

Для использования малых контактов ввода-вывода используются платы расширения микро: бит.

## Среды программирования для микробит

### Microsoft MakeCode for micro: bit
Среда визуального программирования Microsoft MakeCode for micro: bit разработана компанией Microsoft
MakeCode — это веб-приложение, позволяющее создавать программы для микробит онлайн.
MakeCode можно также использовать офлайн, установив приложение в операционной системе Windows или Mac OS. По состоянию на март 2020 г. офлайн-приложение находилось в стадии разработки и распространялось как предрелизная версия.
Среда MakeCode для микробит содержит эмулятор микробит, что позволяет тестировать программу для микробит без физического устройства.
Наряду с визуальным программированием блоками, среда MakeCode позволяет программировать на текстовых языках JavaScript и Python.

### Python для микробит
На сайте microbit.org есть онлайн редактор Python для микро: бит.

### Другие среды программирования для микробит
microbit.org ссылается на ряд других возможностей программирования для микробит: приложения для мобильных устройства, среда Скретч и так далее.

## Microbit Educational Foundation
Microbit Educational Foundation основан в 2016 г. с целью поддержки, развития и распространения платформы микробит.
Общество поддерживает постоянно растущую библиотеку уроков, проектов и идей
На март 2020 г. среда программирования MakeCode для микробит поддерживает локализации на 24 языках, включая русский.

## Микробит как открытая платформа
Дизайн платы микробит и исходные тексты сред программирования являются полностью открытыми и доступны для воспроизведения и модификации